# Campionati europei di beach volley 1995
I Campionati europei di beach volley 1995 si sono svolti ad agosto 1995 a Saint-Quay-Portrieux in Francia.

## Podi
| Evento                      | Oro                                         | Argento                                 | Bronzo                                     |
| Torneo maschile (dettagli)  | Paesi Bassi Marko Klok Michiel van der Kuip | Rep. Ceca Milan Džavoronok Václav Fikar | Italia Piero Antonini Dio Lequaglie        |
| Torneo femminile (dettagli) | Germania Cordula Borger Beate Paetow        | Norvegia Merita Berntsen Ragni Hestad   | Italia Cristiana Parenzan Lucilla Perrotta |

## Medagliere
| Posizione | Nazione     | Oro | Argento | Bronzo | Totale |
| --------- | ----------- | --- | ------- | ------ | ------ |
| 1         | Germania    | 1   | 0       | 0      | 1      |
| 1         | Paesi Bassi | 1   | 0       | 0      | 1      |
| 3         | Norvegia    | 0   | 1       | 0      | 1      |
| 3         | Rep. Ceca   | 0   | 1       | 0      | 1      |
| 5         | Italia      | 0   | 0       | 2      | 2      |
| Totale    | Totale      | 2   | 2       | 2      | 6      |